# Modena (Pennsylvania)
Modena è un comune degli Stati Uniti d'America, nella contea di Chester, nello Stato della Pennsylvania. Situata sulle rive del ramo occidentale del fiume Brandywine, Modena si trova proprio a sud della città di Coatesville. Già nota con il nome di Paperville e Modeville, dal nome della famiglia Mode, nei secoli il nome si è trasformato in Modena.

## Popolazione
Nel 2000 la popolazione di Modena era di 535 abitanti, negli anni ha visto un forte decremento della popolazione.
I bianchi rappresentavano il 75,57% della popolazione, gli afroamericani il 18,03%, i nativi americani lo 0,49%, gli ispanici l'11,64%, altre etnie il 4,10% .